# Hanno Pevkur
Hanno Pevkur (Iisaku, 1977. április 2.) észt jogász és politikus. 2009–2012 között szociálpolitikai miniszter, 2012-től 2014-ig igazságügyi miniszter, 2014–2016 között belügyminiszter volt. 2017 januárjától 2018 januárjáig az Észt Reformpárt elnöke volt. 2022. július 18-tól Kaja Kallas második kormányában, majd Kristen Michal kormányában védelmi miniszter.

## Életrajza

### Tanulmányai
Középiskolai tanulmányait Iisakuban kezdte, majd 1995-ben Järva-Jaani gimnáziumában érettségizett. Utána a Tallinni Gazdasági Iskolában folytatott jogi tanulmányokat, ahol 1998-ban végzett. Ezt követően a Tartui Egyetem jogi karán folytatott mesterképzést, amelyet 2002-ben fejezett be. Diplomamunkájának címe: Kohaliku omavalitsusüksuse sisemise detsentraliseerimise probleeme osavalla ja linnaosa näitel (A helyi önkormányzatok belső decentralizációjának problémái egy településrész és egy városrész példáján).

### Szakmai és politikai karrierje
Tanulmányait követően, 1998-tól jogtanácsosként dolgozott Järva-Jaani község önkormányzatánál, valamint jogi tanácsadó volt Koeru és Kareda községek önkormányzatainál. 1999-2000 között ügyvédként dolgozott az Aleksis ügyvédi irodánál. 2000-ben Urmas Paet Nõmmei kerületi polgármester hívására lett tagja az Észt Reformpártnak és ekkortól jogtanácsosként és közigazgatási titkárként dolgozott Tallinn Nõmme kerületének önkormányzatánál. Miután Urmas Paet kerületi polgármestert parlamenti képviselővé választották és emiatt lemondott tisztségéről, Hanno Pevkur lett a kerület polgármestere. 2005-ben koalíciós hatalmi harc tört ki a kerületi önkormányzatban a Pro Patria és a Reformpárt között. Ennek megoldásaként akkor a Pro Patria párt kapta meg a polgármesteri tisztséget, míg a reformpárti Pevkur az oktatásért, kultúráért és sportért felelős alpolgármester lett. Ezt a tisztséget azonban csak néhány hétig töltötte be, mert a Pro Patria kilépett a helyi koalícióból. 2005-től 2007-ig a Tallinni Városi Önkormányzat (közgyűlés) képviselője volt és emellett a Rein Lang vezette igazságügyi minisztériumban volt tanácsadó.
A 2007-es észtországi parlamenti választáson a Riigikogu képviselőjévé választották az Észt Reformpárt listájáról. Maret Maripuu lemondása után 2009-ben Andrus Ansip második kormányába a szociális ügyekért felelős miniszterré nevezték ki. 2011-ben az Észt Adófizetők Egyesülete az adófizetők ellenségének nevezte Pevkurt, mert nem csökkentette a munkanélküli biztosítási járulék mértékét. 2012 december 10-én Andrus Ansip harmadik kormányában posztjáról lemondott Kristen Michal helyett Pevkur lett az igazságügyi miniszter.
2014. március 26-án reformpárti Taavi Rõivas kormányában a belügyminiszteri posztot kapta. Miután 2016 novemberében elvesztette a koalíciós partnerek, a Szociáldemokrata Párt és a Haza Párt által indított bizalmatlansági indítványt, Taavi Rőivas miniszterelnök lemondott, november 23-án kormányváltásra került sor, és ekkor Pevkur is lemondott a belügyminiszteri tisztségéről.
Kormányzati tisztségei mellett 2011-ben, 2015-ben és 2019-ben is parlamenti képviselővé választották. 2017-2018-ban az észt parlament, a Riigikogu alelnöke, 2021-től az első alelnöke volt.
2017. január 7-én Hanno Pevkurt választották meg az Észt Reformpárt elnökévé, megelőzve a második helyen végzett Kristen Michalt. Pártelnöki tisztségét 2018. április 14-ig töltötte be, amikor Kaja Kallast választották az Észt Reformpárt elnökének. Pevkurt ekkor beválasztották a Reformpárt elnökségébe.
2022. július 18-án Kaja Kallas második kormányának védelmi miniszterévé nevezték ki.

## Társadalmi tevékenysége
Pevkurt 2012-ben választották meg az Észt Röplabda-szövetség elnökének. 2016-ban, majd 2020-ban újabb négyéves időtartamra ismét  megválasztották a szövetség elnökévé. 2015–2020 között az Európai Röplabda-szövetség (CEV) Európai Konföderációjának alelnöke volt.
2021 májusától az Észt Olimpiai Bizottság alelnöke.

## Magánélete
Felesége Helin Pevkur, aki projektmenedzserként dolgozik egy sportcégnél. Két gyermekük van: Jan Joonas és Mirt Marleen. Családjával Tallinn Nõmme kerületének Veskimöldre városrészében él.